# عملية مانهايم
عملية مانهايم (Mannheim process) هي عملية صناعية لإنتاج غاز كلوريد الهيدروجين ومركب كبريتات الصوديوم. تنطلق العملية من تفاعل حمض الكبريتيك مع كلوريد الصوديوم للحصول على النواتج، وهي تنتمي لفرع صناعات الكلور القلوية.

## التفاعل الكيميائي
تتم عملية مانهايم وفق التفاعل التالي:
{\displaystyle \mathrm {2\ NaCl+\ H_{2}SO_{4}\ \longrightarrow \ Na_{2}SO_{4}\ +\ 2\ HCl} }

## العملية
يجرى التفاعل الكيميائي في فرن كبير من الحديد الصب. تدخل المواد الأولية قعر الفرن في مستودع يبلغ نصف قطره حوالي 6 متر، مع وجود خلاط دوار. يكون الفرن مبطّناً بالآجر المقاوم كيميائياً وحرارياً للمزيج المتفاعل.
تتضمن العملية تفاعلين كيميائيين، إذ يتشكل مركب وسطي من بيكبريتات الصوديوم وكلوريد الهيدروجين في تفاعل ناشر للحرارة يحدث عند درجة حرارة الغرفة. أما الخطوة التالية فهي تفاعل ماص للحرارة يتطلب مصدر حراري، لذلك يتم رفع درجة الحرارة في الفرن إلى حوالي 600 - 700 °س. يتصاعد من العملية غاز كلوريد الهيدروجين الأكال، والذي يعاد تدويره، وفي نهاية العملية يحول الفائض منه إلى حمض الهيدروكلوريك، أما النانج الآخر من كبريتات الصوديوم فيخرج من الفرن ثم يترك ليبرد بنشره على سطوح واسعة، ثم يطحن وينخل ويخزّن.

## اقرا أيضاً
- عملية لوبلان
- عملية سولفاي